# Liga de Israel de waterpolo masculino

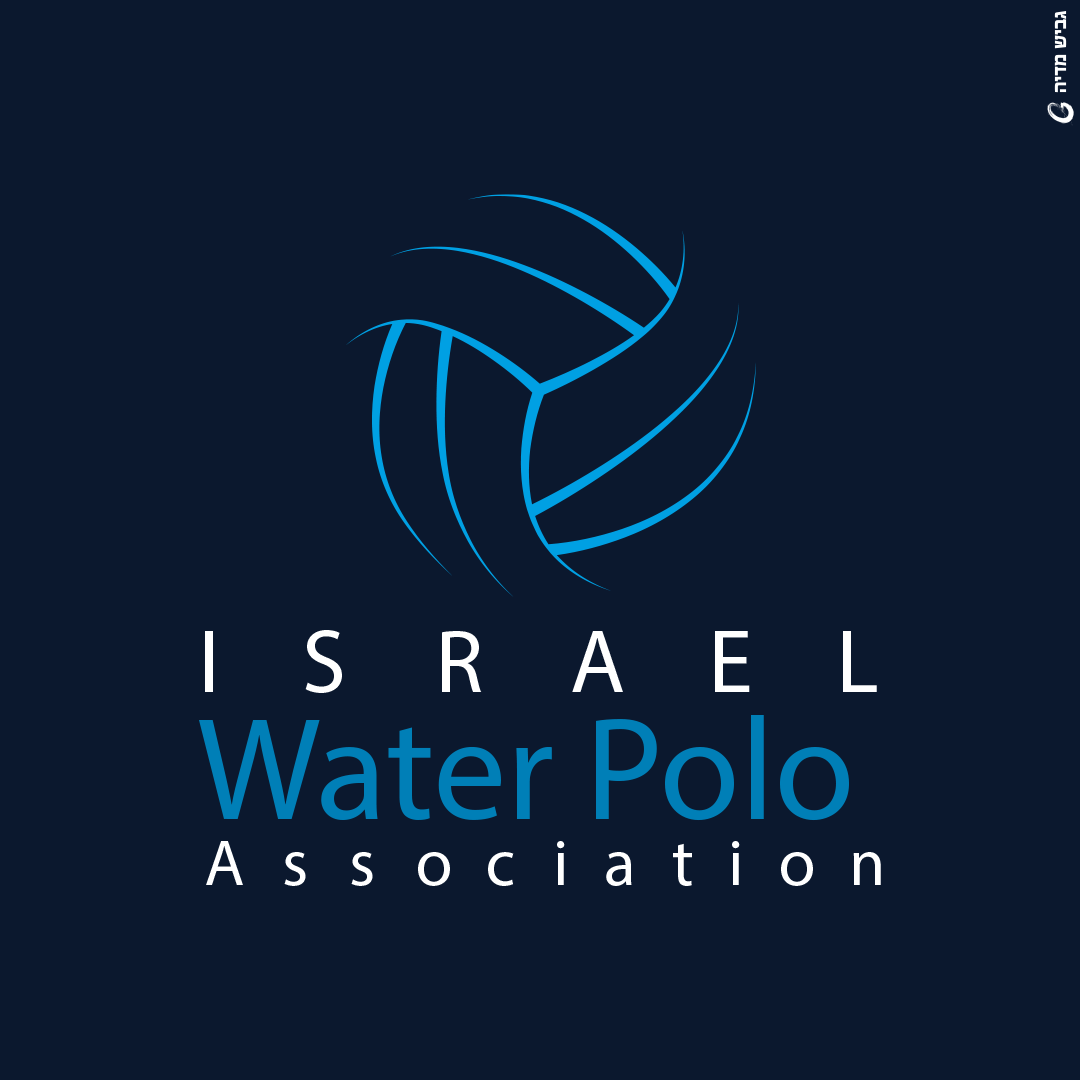
El símbolo de la asociación de waterpolo 2022

La Liga de Israel de waterpolo masculino es la competición más importante de waterpolo masculino entre clubes israelitas.

## Historial
Estos son los ganadores de liga:
(...)
- 1979: Givat-Haim (waterpolo)

(...)
- 1975: Givat-Haim (waterpolo)[1]
- 1973: Givat-Haim (waterpolo)